# Погреби (притока Жернівки)
Погреби — річка в Україні, у Барському районі Вінницької області, права притока Жернівки (басейн Дністра).

## Опис
Довжина річки приблизно 5  км. Формується з 2 безіменних струмків та 1 водойми.

## Розташування
Бере початок на південний схід від села Переліски. Тече переважно на південний схід через село Каришків і на північному заході від села Руданське впадає у річку Жернівку, праву притоку Лозової.